# Matthew Atewe
Matthew Aigosaamiedkan Atewe, más conocido como Matthew Atewe (nacido el 7 de marzo de 1994 en Brampton, Ontario) es un exbaloncestista canadiense con nacionalidad nigeriana. Con 2,07 de estatura, jugaba en la posición de pívot.

## Trayectoria deportiva
Es un baloncestista canadiense con nacionalidad nigeriana formado en el Instituto de Massachusetts, jugando para Notre Dame Prep, donde en 2013 fue reclutado por Auburn Tigers, donde tuvo un año de debut discreto y en la siguiente temporada sufrió una fractura por estrés que le hizo perderse toda la temporada (14/15). Fue en marzo de 2015 cuando decidió cambiar de aires y solicitó el transfer a Washington Huskies, donde aprovechó la temporada 15/16 para recuperarse de su lesión. Ya integrado en la dinámica de los Washington Huskies en la temporada 16/17 firmó 8.7 minutos, 2.2 puntos y 2.3 rebotes por partido.
Al finalizar esa temporada, tras ser despedido el entrenador principal Lorenzo Romar, se marchó a Pepperdine Waves donde realizó su mejor temporada universitaria en la 2017-18, en su último año en la que promedió 6.8 puntos, con un 58% en tiros de dos, y seis rebotes en una media de 20 minutos por partido. También jugaría el Campeonato Americano U-18 con Canadá en Brasil.
En verano de 2018, firma por el Real Canoe Natación Club Baloncesto Masculino por una temporada para hacer su debut profesional en Liga LEB Oro.